# Козоріг тайванський
{{#ifeq:0|0|{{#if:|{{#if:Capricornisswinhoei|[[]}}|}}}}
Козері́г тайва́нський (Capricornis swinhoei) — вид копитних тварин роду козеріг родини бикових.

## Поширення
Ендемік Тайваню. Займає висоти від 50 м до більш ніж 3900 м. Однак, більшість населення сьогодні займає регіони вищі, ніж 1000 м, тому що більшість низовини зайнята людиною. Живуть в різних гірських умовах проживання, від низинних тропічних і субтропічних лісів, змішаних широколистяно-хвойних лісів і помірно теплих тропічних лісів в середніх висотах, до хвойних лісів, альпійських лук, тундри.

## Поведінка
Активні можуть бути і вдень і вночі зі значно більшою часткою денної діяльності. Піки активності припадають на 3 години після сходу сонця і протягом 4-х годин до заходу сонця. Тим не менш, C. swinhoei може стати більш нічним в районах, близьких до людської діяльності. Можуть легко стрибнути щонайменше на два метри вгору — деякі тварини навіть, було відомо, підіймалися вгору на дерева! Схоже, що цей вид є територіальний: маркування дерев за допомогою рогів і запахового маркування з передочних залоз може визначати територіальні межі. Солітарні. Споживає молоді пагони, листя і трави. Раніше головним хижаком був димчастий леопард.

## Морфологія
Голова і тіло довжиною 80-114 см. Висота в холці: 50-60 см. Довжина хвоста: 7-12 см. Вага: 17-25 кг, до 30 кг. Шерсть коротка порівняно гладка. Тіло темно-коричневе, нижня частина підборіддя і горло відзначені світлими плямами. Вуха великі й на відміну від інших козерогів немає широкої гриви на шиї. І самці, і самиці мають роги, які є гострими і мають лише невеликі вигин назад. У нижній частині роги ребристі.

## Відтворення
Народжується лише одне дитинча після семи місяців вагітності. Розмноження зазвичай відбувається між вереснем і груднем, і молодь народжені після березня. Діти можуть стояти і ходити в день свого народження, і зазвичай слідують тісно за їх матерями. Вони починають приймати тверду їжу в близько один місяць після народження.